# Johan Gustaf Wahlbom
Johan Gustaf Wahlbom (Kalmar, 9 de octubre de 1724 - 6 de marzo de 1808) fue un naturalista, médico, botánico, explorador sueco; siendo un estudiante del genial Linneo, en Upsala. Era hijo de Johan Wahlbom y de Anna Margareta Ryning. Se casó con Elisabet Christina Beronia Björnstjerna.

## Biografía

### Estudios y carrera
En la Universidad de Upsala, donde Wahlbom fue registrado como estudiante en 1744, se sintió atraído por la silla de Linneo y decidió ser médico. Debido a su buen estudio, lo querían residiendo en Kalmar y tenerlo como médico del distrito. En 1751, fue promovido al PhD, fue nombrado, por el Collegium medicum del recién creado profesorado de anatomía y cirugía, después de lo cual obtuvo entrenamiento, haciendo un viaje al extranjero, a Berlín con gran diligencia y la perseverancia se dedicó al estudio de la anatomía. A su regreso a Suecia, en 1753, tuvo una solicitud formal presentada por Kalmar para llevarlo de médico de distrito; y, en respuesta a esa solicitud, renunció a la cátedra en Estocolmo y adoptó el puesto de salud de distrito en Kalmar. En 1794, cuando estaba casi retirándose de la profesión, fue médico personal del rey.
Ejerció la práctica de su profesión dedicándose a la sensibilización de la población sobre salubridad. Entre sus escritos científicos es Underrättelser (Notificaciones) pequeños ensayos populares, sobre epidemias.

## Familia
Johan Gustaf Wahlboms era hijo del propietario Johan Wahlbom y de su esposa Anna Margaretha Ryning.
Se casó, en 1757, con Elisabeth Kristina Björnstjerna (hija del obispo Magnus Beronius). Wahlbom era el abuelo del general Magnus Johan Björnstjerna.

## Membresias
- 1757: Real Academia de las Ciencias de Suecia

## Eponimia
Especies zoológicas
Linneo lo honró, con el nombre latín Tortrix wahlbomii
Género
- (Dilleniaceae) Wahlbomia Thunb.[3][4]

Especies botánicas
- (Dilleniaceae) Tetracera wahlbomia DC.[5]
- La abreviatura «Wahlbom» se emplea para indicar a Johan Gustaf Wahlbom como autoridad en la descripción y clasificación científica de los vegetales.[6]

## Obra
- sven Hedin, johan gustav Wahlbom. 1809. Aaminnelse-Tal över Kongl. Vetenskaps Academiens framledne ledamot Kongl. foerste Lifmedicus hoegaedle och widtberoemde Herr Doctor Johan Gustaf Wahlbom
- olof af Acrel, Roland Martin, Johan Gustaf Wahlbom. 1766. Skriftväxling, om alla brukeliga sätt, at operera starren på ögonen (Correspondencia, en su caso de manera habitual, para operar la juncia en los ojos). På kongl. vetenskaps academiens befallning. Estocolmo, tryckt hos direct. Ed. Lars Salvius, 156 pp.
- johan gustav Wahlbom. 1766. Tal, om en provincial-medici vidsträckta men för det allmänna nyttiga göromål; hållet för kongl. vetensk. academien, af Johan Gustaf Wahlbom... då han närvarande intog sitt säte den 7. augusti 1765. Stockholm, tryckt hos directeuren: Lars Salvius. 24 pp.
- -----------------------------------. 1762. Amphimerina catarrhalis, quam... sub praesidio... Nicolai Rosén,... publicae censurae submittit... Johannes Gustavus Wahlbom,... die [27.] junii anni 1750... Colaborador Nils Rosen von Rosenstein. Editor typis L. Salvii. 20 pp.
- -----------------------------------. 1761. Några sanningar, med theraf följande slutsatser, rörande medicinal-wärkets förbättring. 8 pp.
- -----------------------------------, carl von Linné. 1750. Sponsalia plantarum. Eller Blomsterens bilåger; med Medicinska Facultetens bifall, under Kongl. Archiaterns Herr D. Carl Linnæi inseende, utgifvit uti et academiskt snille-prof på latin vid Kongl. Academia de Upsala en 1746. 11 de junio. 68 pp. en línea

## Otras lecturas
- Berggren, Lennart (2006). «Linné-lärjungen J G Wahlbom: lärd läkare och händig ögonkirurg». Svensk medicinhistorisk tidskrift. 2005(9):1,: 59-67 : ill. ISSN 1402-9871. LIBRIS 10155023.